# Rosario Leva
Rosario Leva, noto anche come Saro Leva (Genova, ... – Genova, ...; fl. XX secolo), è stato un paroliere italiano.

## Biografia
Debutta nel 1962 con Ma se tu vorrai, scritta su musica di Gian Piero Reverberi per Michele, e nell'estate dello stesso anno raggiunge il successo con Se mi vuoi lasciare, sempre interpretata da Michele e su musica di Reverberi.
Nel 1965 partecipa al Festival di Sanremo con Io non volevo, interpretata da Giordano Colombo in abbinamento con Hoagy Lands
Un altro successo è Sono un simpatico, scritta con Luciano Beretta per Adriano Celentano; scrive poi per Caterina Caselli (Se lo dici tu)Lucio Dalla e Rita Pavone (Pirulirulì, dalla colonna sonora del film Little Rita nel West, Nicola Di Bari (Giramondo).
Nel 1967 collabora con i New Trolls per il testo di Sensazioni; sempre per il gruppo collabora con Fabrizio De André con cui scrive il testo di Padre O'Brien che i New Trolls includono nel concept album Senza orario senza bandiera).